# Giro del Veneto 2023
Giro del Veneto 2023 var den 86. udgave af det italienske cykelløb Giro del Veneto. Det blev kørt den 11. oktober 2023 i regionen Veneto. Løbet var en del af UCI ProSeries 2023.
Løbet blev vundet af franske Dorian Godon fra AG2R Citroën Team.

## Resultater
| \| Samlede stilling \| Samlede stilling \| Samlede stilling \| Samlede stilling \| Samlede stilling \| \| Rytter \| Rytter \| Hold \| Tid \| \| \| ---------------- \| -------------------------- \| ---------------------- \| ---------------- \| ---------------- \| \| 1. \| Dorian Godon \| AG2R Citroën Team \| 3t 43' 05" \| \| \| 2. \| Tobias Halland Johannessen \| Uno-X Pro Cycling Team \| + 0" \| \| \| 3. \| Florian Vermeersch \| Lotto Dstny \| + 0" \| \| \| 4. \| Corbin Strong \| Israel-Premier Tech \| + 0" \| \| \| 5. \| Marc Hirschi \| UAE Team Emirates \| + 0" \| \| \| 6. \| Luca Mozzato \| Arkéa-Samsic \| + 0" \| \| \| 7. \| Samuele Battistella \| Astana Qazaqstan Team \| + 3" \| \| \| 8. \| Matis Louvel \| Arkéa-Samsic \| + 3" \| \| \| 9. \| Andreas Kron \| Lotto Dstny \| + 3" \| \| \| 10. \| Gianluca Brambilla \| Q36.5 Pro Cycling Team \| + 3" \| \| |                            |                        |            |
| |                            |                        |            |
| Kilde: ProCyclingStats |                            |                        |            |
| Samlede stilling |                            |                        |            |
| Rytter | Rytter                     | Hold                   | Tid        |
| 1. | Dorian Godon               | AG2R Citroën Team      | 3t 43' 05" |
| 2. | Tobias Halland Johannessen | Uno-X Pro Cycling Team | + 0"       |
| 3. | Florian Vermeersch         | Lotto Dstny            | + 0"       |
| 4. | Corbin Strong              | Israel-Premier Tech    | + 0"       |
| 5. | Marc Hirschi               | UAE Team Emirates      | + 0"       |
| 6. | Luca Mozzato               | Arkéa-Samsic           | + 0"       |
| 7. | Samuele Battistella        | Astana Qazaqstan Team  | + 3"       |
| 8. | Matis Louvel               | Arkéa-Samsic           | + 3"       |
| 9. | Andreas Kron               | Lotto Dstny            | + 3"       |
| 10. | Gianluca Brambilla         | Q36.5 Pro Cycling Team | + 3"       |

## Hold og ryttere
| UCI WorldTeams (7)- AG2R Citroën Team - Alpecin-Deceuninck - Astana Qazaqstan Team - Lidl-Trek - Arkéa-Samsic - Team Jayco AlUla - UAE Team Emirates UCI ProTeams (7)- Eolo-Kometa - Green Project-Bardiani CSF-Faizanè - Israel-Premier Tech - Lotto Dstny - Q36.5 Pro Cycling Team - Tudor Pro Cycling Team - Uno-X Pro Cycling Team UCI Kontinentalhold (6)- Biesse-Carrera - General Store-Essegibi-F.lli Curia - GW Shimano-Sidermec - Maloja Pushbikers - MG.K Vis Colors For Peace - Work Service-Vitalcare-Dynatek |
| |

### Danske ryttere
| Danske ryttere på startlisten |                 |                        |           |
| Rygnummer                     | Rytter          | Hold                   | Placering |
| 44                            | Martin Pedersen | Lidl-Trek              | DNF       |
| 92                            | Andreas Kron    | Lotto Dstny            | 9         |
| 102                           | Jakob Fuglsang  | Israel-Premier Tech    | 52        |
| 126                           | Alexander Kamp  | Tudor Pro Cycling      | DNF       |
| 136                           | Anthon Charmig  | Uno-X Pro Cycling Team | 34        |
| 165                           | Anders Foldager | Biesse-Carrera         | DNF       |

* DNF = gennemførte ikke

### Startliste
| UAE Team Emirates UAD | UAE Team Emirates UAD         | UAE Team Emirates UAD |
| --------------------- | ----------------------------- | --------------------- |
| Nr.                   | Rytter                        | Placering             |
| 1                     | Matteo Trentin (ITA)          | 47.                   |
| 4                     | Davide Formolo (ITA)          | DNF                   |
| 5                     | Marc Hirschi (SUI) (landevej) | 5.                    |
| 6                     | Rafał Majka (POL)             | 65.                   |
| 7                     | Diego Ulissi (ITA)            | 38.                   |

| AG2R Citroën Team ACT | AG2R Citroën Team ACT     | AG2R Citroën Team ACT |
| --------------------- | ------------------------- | --------------------- |
| Nr.                   | Rytter                    | Placering             |
| 11                    | Benoît Cosnefroy (FRA)    | 32.                   |
| 12                    | Dorian Godon (FRA)        | 1.                    |
| 13                    | Stan Dewulf (BEL)         | 45.                   |
| 14                    | Valentin Retailleau (FRA) | 70.                   |
| 15                    | Franck Bonnamour (FRA)    | 37.                   |
| 16                    | Andrea Vendrame (ITA)     | 13.                   |
| 17                    | Jordan Labrosse (FRA)     | 69.                   |

| Alpecin-Deceuninck ADC | Alpecin-Deceuninck ADC  | Alpecin-Deceuninck ADC |
| ---------------------- | ----------------------- | ---------------------- |
| Nr.                    | Rytter                  | Placering              |
| 21                     | Nicola Conci (ITA)      | 39.                    |
| 22                     | Axel Laurance (FRA)     | DNF                    |
| 23                     | Jimmy Janssens (BEL)    | DNF                    |
| 24                     | Alex Bogna (AUS)        | DNF                    |
| 25                     | Kristian Sbaragli (ITA) | 15.                    |
| 26                     | Jason Osborne (GER)     | DNF                    |
| 27                     | Stefano Oldani (ITA)    | 56.                    |

| Astana Qazaqstan Team AST | Astana Qazaqstan Team AST       | Astana Qazaqstan Team AST |
| ------------------------- | ------------------------------- | ------------------------- |
| Nr.                       | Rytter                          | Placering                 |
| 31                        | Simone Velasco (ITA) (landevej) | 31.                       |
| 32                        | Leonardo Basso (ITA)            | DNF                       |
| 33                        | Samuele Battistella (ITA)       | 7.                        |
| 34                        | Manuele Boaro (ITA)             | DNF                       |
| 35                        | Gianmarco Garofoli (ITA)        | DNF                       |
| 36                        | Harold Martín López (ECU)       | 23.                       |
| 37                        | Cristian Scaroni (ITA)          | DNF                       |

| Lidl-Trek LTK | Lidl-Trek LTK                 | Lidl-Trek LTK |
| ------------- | ----------------------------- | ------------- |
| Nr.           | Rytter                        | Placering     |
| 41            | Nils Aebersold (SUI)          | DNF           |
| 42            | Amanuel Ghebreigzabhier (ERI) | 30.           |
| 43            | Jacopo Mosca (ITA)            | 18.           |
| 44            | Martin Pedersen (DEN)         | DNF           |
| 45            | Natnael Tesfatsion (ERI)      | 12.           |
| 46            | Tim Torn Teutenberg (GER)     | DNF           |

| Arkéa-Samsic ARK | Arkéa-Samsic ARK        | Arkéa-Samsic ARK |
| ---------------- | ----------------------- | ---------------- |
| Nr.              | Rytter                  | Placering        |
| 51               | Luca Mozzato (ITA)      | 6.               |
| 52               | Jenthe Biermans (BEL)   | DNF              |
| 53               | Anthony Delaplace (FRA) | 29.              |
| 54               | Hugo Hofstetter (FRA)   | 11.              |
| 55               | Simon Guglielmi (FRA)   | DNF              |
| 56               | Matis Louvel (FRA)      | 8.               |
| 57               | Kévin Vauquelin (FRA)   | 22.              |

| Team Jayco AlUla JAY | Team Jayco AlUla JAY       | Team Jayco AlUla JAY |
| -------------------- | -------------------------- | -------------------- |
| Nr.                  | Rytter                     | Placering            |
| 61                   | Hagos Welay Berhe (ETH)    | 46.                  |
| 63                   | Alessandro De Marchi (ITA) | 59.                  |
| 64                   | Tsgabu Grmay (ETH)         | 60.                  |
| 65                   | Michael Matthews (AUS)     | DNF                  |
| 67                   | Filippo Zana (ITA)         | 17.                  |

| Eolo-Kometa EOK | Eolo-Kometa EOK         | Eolo-Kometa EOK |
| --------------- | ----------------------- | --------------- |
| Nr.             | Rytter                  | Placering       |
| 71              | Mattia Bais (ITA)       | DNF             |
| 72              | Erik Fetter (HUN)       | 63.             |
| 73              | Andrea Garosio (ITA)    | 40.             |
| 74              | Francesco Gavazzi (ITA) | DNF             |
| 75              | Davide Piganzoli (ITA)  | 21.             |
| 76              | Davide De Cassan (ITA)  | DNF             |
| 77              | Diego Sevilla (ESP)     | 20.             |

| Green Project-Bardiani CSF-Faizanè BCF | Green Project-Bardiani CSF-Faizanè BCF | Green Project-Bardiani CSF-Faizanè BCF |
| -------------------------------------- | -------------------------------------- | -------------------------------------- |
| Nr.                                    | Rytter                                 | Placering                              |
| 81                                     | Filippo Fiorelli (ITA)                 | 53.                                    |
| 82                                     | Davide Gabburo (ITA)                   | 73.                                    |
| 83                                     | Filippo Magli (ITA)                    | 16.                                    |
| 84                                     | Henok Mulubrhan (ERI)                  | 54.                                    |
| 85                                     | Martin Marcellusi (ITA)                | 42.                                    |
| 86                                     | Alex Tolio (ITA)                       | 28.                                    |
| 87                                     | Enrico Zanoncello (ITA)                | DNF                                    |

| Lotto Dstny LTD | Lotto Dstny LTD          | Lotto Dstny LTD |
| --------------- | ------------------------ | --------------- |
| Nr.             | Rytter                   | Placering       |
| 91              | Frederik Frison (BEL)    | DNF             |
| 92              | Andreas Kron (DEN)       | 9.              |
| 93              | Arjen Livyns (BEL)       | DNF             |
| 94              | Milan Menten (BEL)       | 14.             |
| 96              | Brent Van Moer (BEL)     | 44.             |
| 97              | Florian Vermeersch (BEL) | 3.              |

| Israel-Premier Tech IPT | Israel-Premier Tech IPT  | Israel-Premier Tech IPT |
| ----------------------- | ------------------------ | ----------------------- |
| Nr.                     | Rytter                   | Placering               |
| 101                     | Marco Frigo (ITA)        | 68.                     |
| 102                     | Jakob Fuglsang (DEN)     | 52.                     |
| 103                     | Reto Hollenstein (SUI)   | 67.                     |
| 105                     | Domenico Pozzovivo (ITA) | 19.                     |
| 106                     | Nick Schultz (AUS)       | 66.                     |
| 107                     | Corbin Strong (NZL)      | 4.                      |

| Q36.5 Pro Cycling Team Q36 | Q36.5 Pro Cycling Team Q36 | Q36.5 Pro Cycling Team Q36 |
| -------------------------- | -------------------------- | -------------------------- |
| Nr.                        | Rytter                     | Placering                  |
| 111                        | Gianluca Brambilla (ITA)   | 10.                        |
| 112                        | Walter Calzoni (ITA)       | 41.                        |
| 113                        | Marcel Camprubí (ESP)      | 55.                        |
| 114                        | Corey Davis (USA)          | DNF                        |
| 115                        | Tom Devriendt (BEL)        | 62.                        |
| 116                        | Mark Donovan (GBR)         | 51.                        |
| 117                        | Joey Rosskopf (USA)        | 33.                        |

| Tudor Pro Cycling Team TUD | Tudor Pro Cycling Team TUD | Tudor Pro Cycling Team TUD |
| -------------------------- | -------------------------- | -------------------------- |
| Nr.                        | Rytter                     | Placering                  |
| 121                        | Nils Brun (SUI)            | 27.                        |
| 122                        | Aloïs Charrin (FRA)        | DNF                        |
| 123                        | Jacob Eriksson (SWE)       | 71.                        |
| 124                        | Mathys Rondel (FRA)        | 72.                        |
| 125                        | Miká Heming (GER)          | DNF                        |
| 126                        | Alexander Kamp (DEN)       | DNF                        |
| 127                        | Arthur Kluckers (LUX)      | DNF                        |

| Uno-X Pro Cycling Team UXT | Uno-X Pro Cycling Team UXT        | Uno-X Pro Cycling Team UXT |
| -------------------------- | --------------------------------- | -------------------------- |
| Nr.                        | Rytter                            | Placering                  |
| 131                        | Jonas Abrahamsen (NOR)            | 50.                        |
| 132                        | Martin Bugge Urianstad (NOR)      | 64.                        |
| 133                        | Fredrik Dversnes (NOR) (landevej) | 43.                        |
| 134                        | Ådne Holter (NOR)                 | DNF                        |
| 135                        | Tobias Halland Johannessen (NOR)  | 2.                         |
| 136                        | Anthon Charmig (DEN)              | 34.                        |
| 137                        | Torstein Træen (NOR)              | 49.                        |

| GW Shimano-Sidermec GSS | GW Shimano-Sidermec GSS           | GW Shimano-Sidermec GSS |
| ----------------------- | --------------------------------- | ----------------------- |
| Nr.                     | Rytter                            | Placering               |
| 141                     | Alessandro Bisolti (ITA)          | DNF                     |
| 142                     | Jonathan Guatibonza (COL)         | DNF                     |
| 143                     | Andrés Mancipe (COL)              | 58.                     |
| 144                     | Alejandro Osorio (COL)            | 36.                     |
| 145                     | Jeferson Armando Ruiz Acuña (COL) | DNF                     |
| 146                     | Filippo Tagliani (ITA)            | DNF                     |
| 147                     | Santiago Umba (COL)               | 61.                     |

| Maloja Pushbikers PBS | Maloja Pushbikers PBS  | Maloja Pushbikers PBS |
| --------------------- | ---------------------- | --------------------- |
| Nr.                   | Rytter                 | Placering             |
| 151                   | Paul Rudys (GER)       | DNF                   |
| 152                   | Liam Bertazzo (ITA)    | DNF                   |
| 153                   | Filippo Fortin (ITA)   | DNF                   |
| 154                   | Felix James Meo (NZL)  | DNF                   |
| 156                   | Moritz Malcharek (GER) | DNF                   |

| Biesse-Carrera BIE | Biesse-Carrera BIE         | Biesse-Carrera BIE |
| ------------------ | -------------------------- | ------------------ |
| Nr.                | Rytter                     | Placering          |
| 161                | Nicolò Arrighetti (ITA)    | 26.                |
| 162                | Michael Belleri (ITA)      | DNF                |
| 163                | Riccardo Ciuccarelli (ITA) | 48.                |
| 164                | Andrea d' Amato (ITA)      | DNF                |
| 165                | Anders Foldager (DEN)      | DNF                |
| 166                | Francesco Galimberti (ITA) | 25.                |
| 167                | Pierelis Belletta (ITA)    | 35.                |

| General Store-Essegibi-F.lli Curia GEF | General Store-Essegibi-F.lli Curia GEF | General Store-Essegibi-F.lli Curia GEF |
| -------------------------------------- | -------------------------------------- | -------------------------------------- |
| Nr.                                    | Rytter                                 | Placering                              |
| 171                                    | Omar Dal Cappello (ITA)                | DNF                                    |
| 172                                    | Tommaso Bergagna (ITA)                 | DNF                                    |
| 173                                    | Lorenzo Peschi (ITA)                   | DNF                                    |
| 174                                    | Filippo D'Aiuto (ITA)                  | DNF                                    |
| 175                                    | Carlo Francesco Favretto (ITA)         | DNF                                    |
| 176                                    | Stefano Leali (ITA)                    | DNF                                    |
| 177                                    | Kevin Pezzo Rosola (ITA)               | DNF                                    |

| MG.K Vis Colors For Peace MGK | MG.K Vis Colors For Peace MGK | MG.K Vis Colors For Peace MGK |
| ----------------------------- | ----------------------------- | ----------------------------- |
| Nr.                           | Rytter                        | Placering                     |
| 181                           | Davide Bauce (ITA)            | 74.                           |
| 182                           | Francesco Carollo (ITA)       | 75.                           |
| 183                           | Lapo Gavilli (ITA)            | DNF                           |
| 184                           | Ben Granger (GBR)             | 57.                           |
| 185                           | Matthew Kingston (GBR)        | DNF                           |
| 186                           | Edoardo Martinelli (ITA)      | DNF                           |
| 187                           | Anthoni Silenzi (ITA)         | DNF                           |

| Work Service-Vitalcare-Dynatek IWD | Work Service-Vitalcare-Dynatek IWD | Work Service-Vitalcare-Dynatek IWD |
| ---------------------------------- | ---------------------------------- | ---------------------------------- |
| Nr.                                | Rytter                             | Placering                          |
| 191                                | Kevin Bonaldo (ITA)                | DNF                                |
| 192                                | Manuel Capra (ITA)                 | DNF                                |
| 193                                | Giacomo Garavaglia (ITA)           | 24.                                |
| 194                                | Samuele Mion (ITA)                 | DNF                                |
| 195                                | Christian Danilo Pase (ITA)        | DNF                                |
| 196                                | Nicola Venchiarutti (ITA)          | DNF                                |
| 197                                | Daniel Gaetano Zanta (ITA)         | DNF                                |

| UAE Team Emirates UAD | UAE Team Emirates UAD         | UAE Team Emirates UAD |
| --------------------- | ----------------------------- | --------------------- |
| Nr.                   | Rytter                        | Placering             |
| 1                     | Matteo Trentin (ITA)          | 47.                   |
| 4                     | Davide Formolo (ITA)          | DNF                   |
| 5                     | Marc Hirschi (SUI) (landevej) | 5.                    |
| 6                     | Rafał Majka (POL)             | 65.                   |
| 7                     | Diego Ulissi (ITA)            | 38.                   |

| AG2R Citroën Team ACT | AG2R Citroën Team ACT     | AG2R Citroën Team ACT |
| --------------------- | ------------------------- | --------------------- |
| Nr.                   | Rytter                    | Placering             |
| 11                    | Benoît Cosnefroy (FRA)    | 32.                   |
| 12                    | Dorian Godon (FRA)        | 1.                    |
| 13                    | Stan Dewulf (BEL)         | 45.                   |
| 14                    | Valentin Retailleau (FRA) | 70.                   |
| 15                    | Franck Bonnamour (FRA)    | 37.                   |
| 16                    | Andrea Vendrame (ITA)     | 13.                   |
| 17                    | Jordan Labrosse (FRA)     | 69.                   |

| Alpecin-Deceuninck ADC | Alpecin-Deceuninck ADC  | Alpecin-Deceuninck ADC |
| ---------------------- | ----------------------- | ---------------------- |
| Nr.                    | Rytter                  | Placering              |
| 21                     | Nicola Conci (ITA)      | 39.                    |
| 22                     | Axel Laurance (FRA)     | DNF                    |
| 23                     | Jimmy Janssens (BEL)    | DNF                    |
| 24                     | Alex Bogna (AUS)        | DNF                    |
| 25                     | Kristian Sbaragli (ITA) | 15.                    |
| 26                     | Jason Osborne (GER)     | DNF                    |
| 27                     | Stefano Oldani (ITA)    | 56.                    |

| Astana Qazaqstan Team AST | Astana Qazaqstan Team AST       | Astana Qazaqstan Team AST |
| ------------------------- | ------------------------------- | ------------------------- |
| Nr.                       | Rytter                          | Placering                 |
| 31                        | Simone Velasco (ITA) (landevej) | 31.                       |
| 32                        | Leonardo Basso (ITA)            | DNF                       |
| 33                        | Samuele Battistella (ITA)       | 7.                        |
| 34                        | Manuele Boaro (ITA)             | DNF                       |
| 35                        | Gianmarco Garofoli (ITA)        | DNF                       |
| 36                        | Harold Martín López (ECU)       | 23.                       |
| 37                        | Cristian Scaroni (ITA)          | DNF                       |

| Lidl-Trek LTK | Lidl-Trek LTK                 | Lidl-Trek LTK |
| ------------- | ----------------------------- | ------------- |
| Nr.           | Rytter                        | Placering     |
| 41            | Nils Aebersold (SUI)          | DNF           |
| 42            | Amanuel Ghebreigzabhier (ERI) | 30.           |
| 43            | Jacopo Mosca (ITA)            | 18.           |
| 44            | Martin Pedersen (DEN)         | DNF           |
| 45            | Natnael Tesfatsion (ERI)      | 12.           |
| 46            | Tim Torn Teutenberg (GER)     | DNF           |

| Arkéa-Samsic ARK | Arkéa-Samsic ARK        | Arkéa-Samsic ARK |
| ---------------- | ----------------------- | ---------------- |
| Nr.              | Rytter                  | Placering        |
| 51               | Luca Mozzato (ITA)      | 6.               |
| 52               | Jenthe Biermans (BEL)   | DNF              |
| 53               | Anthony Delaplace (FRA) | 29.              |
| 54               | Hugo Hofstetter (FRA)   | 11.              |
| 55               | Simon Guglielmi (FRA)   | DNF              |
| 56               | Matis Louvel (FRA)      | 8.               |
| 57               | Kévin Vauquelin (FRA)   | 22.              |

| Team Jayco AlUla JAY | Team Jayco AlUla JAY       | Team Jayco AlUla JAY |
| -------------------- | -------------------------- | -------------------- |
| Nr.                  | Rytter                     | Placering            |
| 61                   | Hagos Welay Berhe (ETH)    | 46.                  |
| 63                   | Alessandro De Marchi (ITA) | 59.                  |
| 64                   | Tsgabu Grmay (ETH)         | 60.                  |
| 65                   | Michael Matthews (AUS)     | DNF                  |
| 67                   | Filippo Zana (ITA)         | 17.                  |

| Eolo-Kometa EOK | Eolo-Kometa EOK         | Eolo-Kometa EOK |
| --------------- | ----------------------- | --------------- |
| Nr.             | Rytter                  | Placering       |
| 71              | Mattia Bais (ITA)       | DNF             |
| 72              | Erik Fetter (HUN)       | 63.             |
| 73              | Andrea Garosio (ITA)    | 40.             |
| 74              | Francesco Gavazzi (ITA) | DNF             |
| 75              | Davide Piganzoli (ITA)  | 21.             |
| 76              | Davide De Cassan (ITA)  | DNF             |
| 77              | Diego Sevilla (ESP)     | 20.             |

| Green Project-Bardiani CSF-Faizanè BCF | Green Project-Bardiani CSF-Faizanè BCF | Green Project-Bardiani CSF-Faizanè BCF |
| -------------------------------------- | -------------------------------------- | -------------------------------------- |
| Nr.                                    | Rytter                                 | Placering                              |
| 81                                     | Filippo Fiorelli (ITA)                 | 53.                                    |
| 82                                     | Davide Gabburo (ITA)                   | 73.                                    |
| 83                                     | Filippo Magli (ITA)                    | 16.                                    |
| 84                                     | Henok Mulubrhan (ERI)                  | 54.                                    |
| 85                                     | Martin Marcellusi (ITA)                | 42.                                    |
| 86                                     | Alex Tolio (ITA)                       | 28.                                    |
| 87                                     | Enrico Zanoncello (ITA)                | DNF                                    |

| Lotto Dstny LTD | Lotto Dstny LTD          | Lotto Dstny LTD |
| --------------- | ------------------------ | --------------- |
| Nr.             | Rytter                   | Placering       |
| 91              | Frederik Frison (BEL)    | DNF             |
| 92              | Andreas Kron (DEN)       | 9.              |
| 93              | Arjen Livyns (BEL)       | DNF             |
| 94              | Milan Menten (BEL)       | 14.             |
| 96              | Brent Van Moer (BEL)     | 44.             |
| 97              | Florian Vermeersch (BEL) | 3.              |

| Israel-Premier Tech IPT | Israel-Premier Tech IPT  | Israel-Premier Tech IPT |
| ----------------------- | ------------------------ | ----------------------- |
| Nr.                     | Rytter                   | Placering               |
| 101                     | Marco Frigo (ITA)        | 68.                     |
| 102                     | Jakob Fuglsang (DEN)     | 52.                     |
| 103                     | Reto Hollenstein (SUI)   | 67.                     |
| 105                     | Domenico Pozzovivo (ITA) | 19.                     |
| 106                     | Nick Schultz (AUS)       | 66.                     |
| 107                     | Corbin Strong (NZL)      | 4.                      |

| Q36.5 Pro Cycling Team Q36 | Q36.5 Pro Cycling Team Q36 | Q36.5 Pro Cycling Team Q36 |
| -------------------------- | -------------------------- | -------------------------- |
| Nr.                        | Rytter                     | Placering                  |
| 111                        | Gianluca Brambilla (ITA)   | 10.                        |
| 112                        | Walter Calzoni (ITA)       | 41.                        |
| 113                        | Marcel Camprubí (ESP)      | 55.                        |
| 114                        | Corey Davis (USA)          | DNF                        |
| 115                        | Tom Devriendt (BEL)        | 62.                        |
| 116                        | Mark Donovan (GBR)         | 51.                        |
| 117                        | Joey Rosskopf (USA)        | 33.                        |

| Tudor Pro Cycling Team TUD | Tudor Pro Cycling Team TUD | Tudor Pro Cycling Team TUD |
| -------------------------- | -------------------------- | -------------------------- |
| Nr.                        | Rytter                     | Placering                  |
| 121                        | Nils Brun (SUI)            | 27.                        |
| 122                        | Aloïs Charrin (FRA)        | DNF                        |
| 123                        | Jacob Eriksson (SWE)       | 71.                        |
| 124                        | Mathys Rondel (FRA)        | 72.                        |
| 125                        | Miká Heming (GER)          | DNF                        |
| 126                        | Alexander Kamp (DEN)       | DNF                        |
| 127                        | Arthur Kluckers (LUX)      | DNF                        |

| Uno-X Pro Cycling Team UXT | Uno-X Pro Cycling Team UXT        | Uno-X Pro Cycling Team UXT |
| -------------------------- | --------------------------------- | -------------------------- |
| Nr.                        | Rytter                            | Placering                  |
| 131                        | Jonas Abrahamsen (NOR)            | 50.                        |
| 132                        | Martin Bugge Urianstad (NOR)      | 64.                        |
| 133                        | Fredrik Dversnes (NOR) (landevej) | 43.                        |
| 134                        | Ådne Holter (NOR)                 | DNF                        |
| 135                        | Tobias Halland Johannessen (NOR)  | 2.                         |
| 136                        | Anthon Charmig (DEN)              | 34.                        |
| 137                        | Torstein Træen (NOR)              | 49.                        |

| GW Shimano-Sidermec GSS | GW Shimano-Sidermec GSS           | GW Shimano-Sidermec GSS |
| ----------------------- | --------------------------------- | ----------------------- |
| Nr.                     | Rytter                            | Placering               |
| 141                     | Alessandro Bisolti (ITA)          | DNF                     |
| 142                     | Jonathan Guatibonza (COL)         | DNF                     |
| 143                     | Andrés Mancipe (COL)              | 58.                     |
| 144                     | Alejandro Osorio (COL)            | 36.                     |
| 145                     | Jeferson Armando Ruiz Acuña (COL) | DNF                     |
| 146                     | Filippo Tagliani (ITA)            | DNF                     |
| 147                     | Santiago Umba (COL)               | 61.                     |

| Maloja Pushbikers PBS | Maloja Pushbikers PBS  | Maloja Pushbikers PBS |
| --------------------- | ---------------------- | --------------------- |
| Nr.                   | Rytter                 | Placering             |
| 151                   | Paul Rudys (GER)       | DNF                   |
| 152                   | Liam Bertazzo (ITA)    | DNF                   |
| 153                   | Filippo Fortin (ITA)   | DNF                   |
| 154                   | Felix James Meo (NZL)  | DNF                   |
| 156                   | Moritz Malcharek (GER) | DNF                   |

| Biesse-Carrera BIE | Biesse-Carrera BIE         | Biesse-Carrera BIE |
| ------------------ | -------------------------- | ------------------ |
| Nr.                | Rytter                     | Placering          |
| 161                | Nicolò Arrighetti (ITA)    | 26.                |
| 162                | Michael Belleri (ITA)      | DNF                |
| 163                | Riccardo Ciuccarelli (ITA) | 48.                |
| 164                | Andrea d' Amato (ITA)      | DNF                |
| 165                | Anders Foldager (DEN)      | DNF                |
| 166                | Francesco Galimberti (ITA) | 25.                |
| 167                | Pierelis Belletta (ITA)    | 35.                |

| General Store-Essegibi-F.lli Curia GEF | General Store-Essegibi-F.lli Curia GEF | General Store-Essegibi-F.lli Curia GEF |
| -------------------------------------- | -------------------------------------- | -------------------------------------- |
| Nr.                                    | Rytter                                 | Placering                              |
| 171                                    | Omar Dal Cappello (ITA)                | DNF                                    |
| 172                                    | Tommaso Bergagna (ITA)                 | DNF                                    |
| 173                                    | Lorenzo Peschi (ITA)                   | DNF                                    |
| 174                                    | Filippo D'Aiuto (ITA)                  | DNF                                    |
| 175                                    | Carlo Francesco Favretto (ITA)         | DNF                                    |
| 176                                    | Stefano Leali (ITA)                    | DNF                                    |
| 177                                    | Kevin Pezzo Rosola (ITA)               | DNF                                    |

| MG.K Vis Colors For Peace MGK | MG.K Vis Colors For Peace MGK | MG.K Vis Colors For Peace MGK |
| ----------------------------- | ----------------------------- | ----------------------------- |
| Nr.                           | Rytter                        | Placering                     |
| 181                           | Davide Bauce (ITA)            | 74.                           |
| 182                           | Francesco Carollo (ITA)       | 75.                           |
| 183                           | Lapo Gavilli (ITA)            | DNF                           |
| 184                           | Ben Granger (GBR)             | 57.                           |
| 185                           | Matthew Kingston (GBR)        | DNF                           |
| 186                           | Edoardo Martinelli (ITA)      | DNF                           |
| 187                           | Anthoni Silenzi (ITA)         | DNF                           |

| Work Service-Vitalcare-Dynatek IWD | Work Service-Vitalcare-Dynatek IWD | Work Service-Vitalcare-Dynatek IWD |
| ---------------------------------- | ---------------------------------- | ---------------------------------- |
| Nr.                                | Rytter                             | Placering                          |
| 191                                | Kevin Bonaldo (ITA)                | DNF                                |
| 192                                | Manuel Capra (ITA)                 | DNF                                |
| 193                                | Giacomo Garavaglia (ITA)           | 24.                                |
| 194                                | Samuele Mion (ITA)                 | DNF                                |
| 195                                | Christian Danilo Pase (ITA)        | DNF                                |
| 196                                | Nicola Venchiarutti (ITA)          | DNF                                |
| 197                                | Daniel Gaetano Zanta (ITA)         | DNF                                |